# GBU-57
GBU-57 или Massive Ordnance Penetrator (MOP) — американская корректируемая противобункерная авиационная бомба. Разработана авиастроительным концерном Boeing. Способна перед взрывом проникать в землю[какую?] на глубину до 61 метра или пробивать до 19 метров армированного бетона, являясь крупнейшей в мире противобункерной бомбой.

## История
Разработана в 2007 году для поражения подземных укреплений Ирана (см. Ядерная программа Ирана) и КНДР (см. Ядерная программа КНДР). В ноябре 2011 года было объявлено о поставке в ВВС США первой партии бомб из общего заказа в 20 штук.
Однако позже в Пентагоне признали, что GBU-57 недостаточно мощна для этих целей, и в январе 2013 года было объявлено об успешной модернизации конструкции авиабомбы. Общая стоимость программы разработки, с учётом средств, потраченных на доработку боеприпасов, составила около 400 млн долларов.
К 2018 году проведена четвёртая модернизация боеприпаса, в этот раз в бомбе улучшили характеристики для удара по труднопоражаемым и глубокорасположенным целям.

## Техническое описание
Авиабомба используется для точечного уничтожения самых глубоких бункеров. GBU-57 способна пробить бетон, камень и землю. При поражении объекта бомба зарывается[как?] на глубину 60-90 метров, где уже срабатывает боевой заряд. При последовательном сбросе нескольких GBU-57, каждая последующая бомба будет проникать в землю глубже предыдущей. Бомба имеет систему GPS-наведения, а также взрыватель, который способен распознать пустоты на пути (туннели или помещения), с целью подрыва основного заряда в том месте где это причинит максимальный ущерб.

## Боевое применение
22 июня 2025 года, на фоне израильской операции «Народ как лев», ВВС США впервые применили авиабомбы для нанесения удара по ядерным объектам Ирана. В ходе операции «Полуночный молот», бомбардировщики В-2 сбросили на иранский подземный завод по обогащению урана Фордо 14 GBU-57, ещё две авибомбы были сброшены на объект в Натанзе. Опубликованные спутниковые снимки показали что завод Фордо получил значительные повреждения, в частности, обнажились подземные полости, скрытые до удара внутри холма.

## ТТХ
- Самолёт-носитель: B-2 Spirit (2 бомбы)[1][3], B-21 Raider. Испытания также проводились на самолете B-52[9]
- Длина: 6200 мм
- Калибр: 800 мм
- Масса: 13 609 кг.
- Масса боевой части: 2700 кг
- Система наведения: INS / GPS